# Mölndal
Mölndal ligger i udkanten af Göteborg. Byen ligger i Mölndals kommun og har ca. 37.000 indbyggere. 
Byen ligger omkring et stort trafikknudepunkt, hvor E6 og E20 fra Malmö løber sammen med de store motorvejsudfletninger omkring Stor-Göteborg med veje mod Oslo, Stockholm og Göteborg-Landvetter Airport. Byen er bl.a. kendt for sin store botaniske have samt slottet Gunnebo.
57°39′15″N 12°00′50″Ø / 57.6542°N 12.0139°Ø